# Еміліо Монтаньйо
Еміліо Монтаньйо (ісп. Emilio Montaño; нар. 18 грудня 1953) — колишній мексиканський тенісист.
Найвищу одиночну позицію світового рейтингу — 120 місце досяг 2 липня 1977 року.
Здобув 1 парний титул.
Найвищим досягненням на турнірах Великого шолома було 2 коло в одиночному та парному розрядах.

## Фінали Гран-прі за кар'єру

### Парний розряд: 1 (1–0)
| Результат | Ранг | Рік  | Турнір           | Покриття | Партнер       | Суперники               | Рахунок  |
| --------- | ---- | ---- | ---------------- | -------- | ------------- | ----------------------- | -------- |
| Перемога  | 1.   | 1979 | Богота, Колумбія | Ґрунт    | Хайро Веласко | Брюс Ніколз Чарлз Овенс | 6–2, 6–4 |